# Transandinomys
Transandinomys és un gènere de rosegadors de la tribu dels orizominis i la família dels cricètids. Conté dues espècies (T. bolivaris i T. talamancae) que viuen en boscos des d'Hondures fins al sud-oest de l'Equador i el nord-oest de Veneçuela. Els representants d'aquest grup foren classificats en el gènere Oryzomys fins al 2006, però les dades filogenètiques demostraren que no eren parents propers de l'espècie tipus d'aquest altre gènere i, per tant, s'establí un nou gènere per a elles. Els seus parents més propers podrien ser els gèneres Hylaeamys i Euryoryzomys, que contenen espècies molt similars. Les dues espècies de Transandinomys han tingut una història taxonòmica accidentada.
T. bolivaris i T. talamancae són orizominis de mida mitjana i pelatge suau. La zona dorsal (marronosa en T. bolivaris i rogenca en T. talamancae) és molt més fosca que la ventral, que té un color blanquinós. Es caracteritzen per tenir vibrisses molt llargues, particularment en el cas de T. bolivaris. A part de la llargada de les vibrisses i el color del pelatge, hi ha diverses diferències morfològiques que permeten distingir les dues espècies, incloent-hi la primera molar superior, que és més ampla en T. bolivaris. Les espècies de Hylaeamys i Euryoryzomys també es diferencien de Transandinomys per una sèrie de caràcters cranials i les vibrisses més curtes. Les espècies de Transandinomys són animals nocturns que viuen a terra, mengen plantes i animals i construeixen nius amb vegetació. Tenen diversos paràsits externs. Com que no sembla que hi hagi cap amenaça significativa per a la seva supervivència, apareixen a la Llista Vermella de la UICN com a espècies en «risc mínim».

## Taxonomia
La primera espècie descrita de Transandinomys fou T. talamancae, que fou anomenada Oryzomys talamancae per Joel Asaph Allen el 1891. El 1901, Allen afegí diverses espècies al gènere Oryzomys (que aleshores tenia una definició més àmplia) que avui en dia formen part de Transandinomys, incloent-hi Oryzomys bolivaris (actualment T. bolivaris). En la seva revisió de les espècies nord-americanes d'Oryzomys publicada el 1918, Edward Alphonso Goldman situà O. talamancae i O. bombycinus (= T. bolivaris) en dos grups separats, però considerava que eren espècies properes. El 1960, O. talamancae fou requalificada com a sinònim de «O. capito» (= Hylaeamys megacephalus), però des del 1983 se l'ha tornat a considerar una espècie a part. L'espècie fou revisada per Guy Graham Musser i Marina Williams el 1985 i, per segona vegada, per Musser i col·laboradors el 1998, que en documentaren els caràcters diagnòstics, els sinònims i la distribució. L'estudi del 1998 de Musser i col·laboradors també reconegué Oryzomys bolivaris com a nom correcte de l'espècie anteriorment coneguda com a Oryzomys bombycinus i en dugué a terme una revisió.
El 2006, Marcelo Weksler publicà una extensa anàlisi filogenètica dels orizominis, la tribu que conté Oryzomys i altres gèneres propers, basant-se en dades morfològiques i seqüències d'ADN del gen IRBP. O. talamancae fou assignada al «clade B» juntament amb altres espècies anteriorment relacionades amb O. capito. Les anàlisis que suggerien que els seus parents més propers eren espècies actualment classificades a Euryoryzomys o Nephelomys no tingueren gaire repercussió. L'anàlisi de Weksler no incloïa O. bolivaris. Les espècies d'Oryzomys incloses no quedaren agrupades en els resultats de l'estudi, sinó que estaven disperses per la tribu dels orizominis, cosa que indicava que el gènere era polifilètic i s'havia de subdividir. El mateix any, Weksler, Alexandre Percequillo i Robert Voss descrigueren deu nous gèneres d'orizominis anteriorment assignats a Oryzomys, incloent-hi Transandinomys per a O. talamancae (espècie tipus) i O. bolivaris. Avui en dia, Transandinomys forma juntament amb una trentena de gèneres la tribu dels orizominis, un grup divers que conté molt més de cent espècies. Els orizominis són una de les diverses tribus que formen la subfamília dels sigmodontins dins la família dels cricètids, que inclou centenars d'altres espècies de rosegadors, en la seva majoria petits i oriünds d'Euràsia i les Amèriques.

## Descripció
Les espècies de Transandinomys són orizominis de mida mitjana i pelatge suau. S'assemblen molt a altres orizominis de mida mitjana que viuen als boscos de plana, com ara Hylaeamys i Euryoryzomys, de la conca de l'Amazones i la regió circumdant, i Handleyomys alfaroi, de Centreamèrica i el nord-oest de Sud-amèrica.